# Penny Northrup
Penny Northrup (1950) è un'ex sciatrice alpina statunitense.

## Biografia
Sciatrice polivalente originaria di Ellicottville, Penny Northrup debuttò in campo internazionale agli International American Championship 1966, il 19 marzo a Stowe in slalom gigante (24ª) e fece parte della nazionale statunitense dal 1968 al 1972; in Coppa del Mondo esordì il 15 marzo 1968 ad Aspen in discesa libera (28ª), conquistò il miglior risultato il 1º marzo 1970 a Whistler in slalom speciale (11ª), ottenne l'ultimo piazzamento il 26 febbraio 1972 a Crystal Mountain in discesa libera (36ª) e prese per l'ultima volta il via il 3 marzo seguente a Heavenly Valley nella medesima specialità, senza completare la prova. In Can-Am Cup in quella stessa stagione 1971-1972, l'ultima della sua carriera agonistica, fu 2ª nella classifica generale e vinse quella di slalom speciale; non prese parte a rassegne olimpiche o iridate.

## Palmarès

### Can-Am Cup
- Miglior piazzamento in classifica generale: 2ª nel 1972[8]
- Vincitrice della classifica di slalom speciale nel 1972[senza fonte]